# Гідрогеологія Замбії
Гідрогеологія Замбії.
Головний водоносний комплекс в півн.-західній частині країни представлений теригенно-карбонатними товщами верх. протерозою. Глибина залягання води коливається від 20-25 до 180 м. У шахтах родов. Кабве, Нкана, Чингола сер. водопритоки становлять 50 тис. м3/добу, в Конкола — 340 тис. м3/добу. Вода прісна (до 1 г/л), за складом НСО- — SO42+ — Ca2+ — Na+. На сході країни розвинені води зони екзогенної тріщинуватості кристалічних докембрійських порід. Потужність зони до 50 м, глиб. 15-20 м. Дебіти свердловин і колодязів рідко перевищують 1-2 л/с. Води прісні, склад НСО- — Na+ — Mg2+. На півд.-заході З. головний водоносний горизонт представлений еоловими четвертинно-неогеновими гірськими породами («піски Калахарі»). Горизонт має спорадичне поширення. Глибина залягання води від 10-12 до 35 м і більше. Дебіти колодязів до 1-1,2 л/с. Води солонуваті (1-3 г/л), переважно Cl- — НСО- — Na+. На північному заході і півдні країни відомі численні джерела азотних термальних підземних вод.